# Obereopsis minima
Obereopsis minima là một loài bọ cánh cứng trong họ Cerambycidae.